# Herb gminy Milówka
Herb gminy Milówka – symbol gminy Milówka.

## Wygląd i symbolika
Herb przedstawia na tarczy w polu białym czerwone serce przebite dwiema strzałami. Jest to historyczny symbol Milówki i nawiązuje do legendy o miłości dworzanina Miłosława do Anny Jagiellonki. W 2007 rozpoczęto prace nad ustanowieniem nowej, poprawnej heraldycznie wersji, brak informacji o efekcie prac. 